# 白川パーキングエリア
白川パーキングエリア（しらかわパーキングエリア）は、神戸市北区の阪神高速道路7号北神戸線上にあるパーキングエリア。

## 歴史
北神戸線開通当初は未供用であったが、延伸などにより中国自動車道と神戸淡路鳴門自動車道を連絡する路線となることを踏まえ、1998年に追加設置された。需要を考慮し、設置場所は中国道と神戸淡路鳴門道淡路SAの中間地点となっている。
一時期、上下線とも週末を中心とした一部の曜日の10:00-17:00に、移動販売車両による軽食などの販売を行っていた。しかし、2011年（平成23年）3月27日をもって終了した。
2018年には、駐車枠不足の解消を目的に、駐車スペース拡張工事が行われた。

### 年表
- 1998年4月2日：供用開始。
- 2011年3月27日：移動販売車両による物販を終了。
- 2018年
  - 6月27日：東行の駐車スペース拡張。
  - 6月30日：西行の駐車スペース拡張。

## 道路
- 阪神高速7号北神戸線

## 施設

### 伊川谷IC・四国・姫路・岡山方面
- 駐車場[5]
  - 大型車20台
  - 普通車38台
  - 身障者用1台

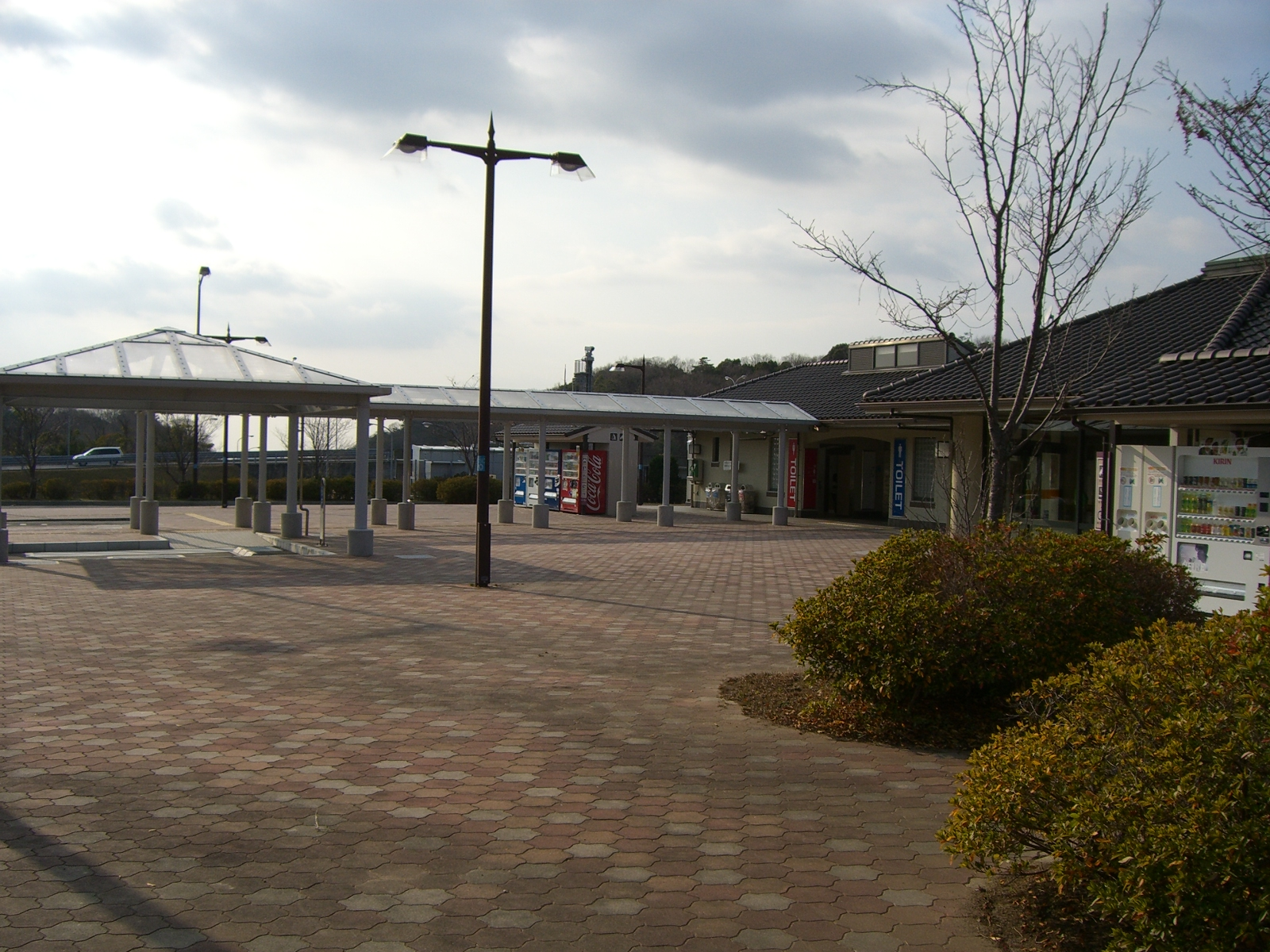
上り（西行き）側の施設（2008年12月）

- トイレ 男 大2(洋2)小4  女4(洋式4)
  - 身障者用 2
- 公衆電話
- 自動販売機
- 無料休憩所
- 道路情報ターミナル
- インターネット無線スポット
- ETC利用履歴発行プリンター

### 有馬口JCT・西宮山口JCT・茨木・門真・京都方面
- 駐車場[5]
  - 大型車17台
  - 普通車37台
  - 身障者用1台

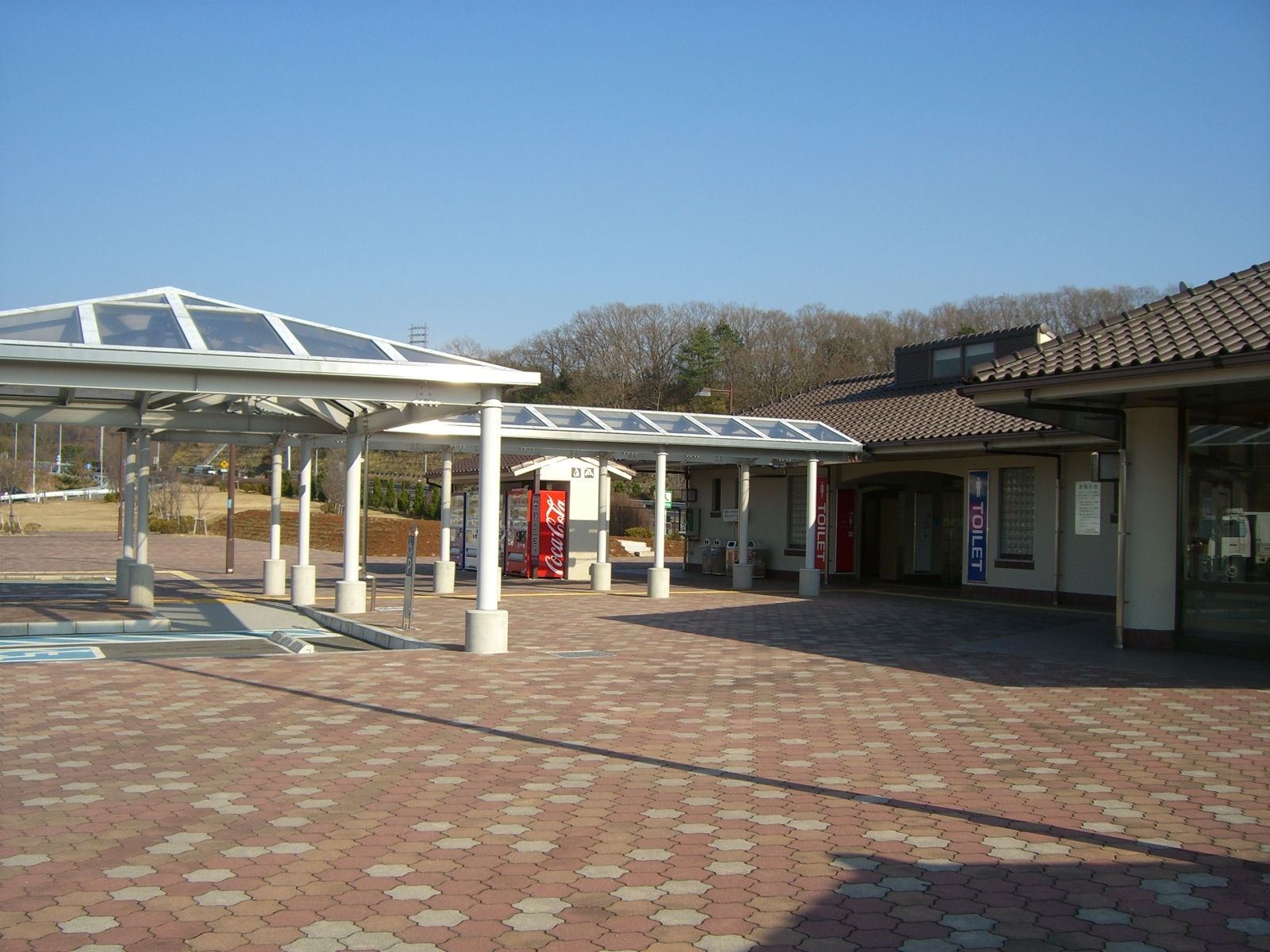
下り（東行き）側の施設（2008年12月）

- トイレ 男 大2(洋式2)小4   女4(洋式4)
  - 身障者用 2
- 公衆電話
- 自動販売機
- 無料休憩所
- 道路情報ターミナル
- インターネット無線スポット
- ETC利用履歴発行プリンター

## 隣
阪神高速7号北神戸線
(7-06)布施畑東出入口 - 白川JCT - (7-07)しあわせの村出入口/白川PA - (7-08)藍那出入口